# 幸福的面条
《幸福的面条》，2012年拍攝的中國大陸電視劇，是浙江卫视自制剧“梦想三部曲”第三部（第一部和第二部分別是《無懈可擊之藍色夢想》和《一克拉梦想》）。2012年11月殺青，2013年浙江卫视首播，台灣由MOD ELTA影劇播映。

## 播放平台
| 頻道           | 國家/地區  | 播放日期       | 時間                                               |
| -------------- | ---------- | -------------- | -------------------------------------------------- |
| 浙江卫视       | 中国       | 2013年4月28日  | 每晚19:30                                          |
| 佳樂台         | 新加坡     | 2013年7月19日  | 每週一至五19:00                                    |
| 新傳媒U頻道    | 新加坡     | 2015年1月2日   | 每週一至五18:00                                    |
| Vision 2 Drama | 印度尼西亞 | 2014年12月25日 | Mondays-Fridays 10:45pm                            |
| MOD ELTA影劇   | 臺灣       | 2013年10月14日 |                                                    |
| 城市電視       | 加拿大     | 2014年7月27日  | 溫哥華 3:30 PM, 9:45 PM 多倫多 6:30 PM, 12:45 AM   |
| J2             | 香港       | 2014年12月4日  | 星期一至五19:30 2015年1月12日起改为星期一至五19:00 |
| New TV         | 泰國       | 2015年4月15日  | 每週一-週三14:00至15:00                            |
| Vía X          | 智利       | 2015年7月20日  | Mondays-Thursdays 20:00 PM                         |
| TeleAsia       | 菲律賓     | 2015年10月     |                                                    |

註：
1. ↑  以播映時間先後排列

## 劇情簡介
中國劍擊選手張林(高曙光飾)與韓國廚師恩英相識、相愛，並以張林的獎牌作為信物，相約兩年後再續前緣。誰知到了約定期限，張林卻因車禍失約，恩英唯有獨自撫養兩人的兒子湖水。恩英以經營小麵館為生，除了湖水，她還要照顧好友吳潤美(王思懿飾)的兒子湖真。
數年後，恩英不幸因癌病去世，臨終前囑託潤美帶湖水去中國找張林。潤美卻心生一計，帶湖真前往中國，訛稱湖真是張林與恩英的孩子，其後她更嫁給張林，晉升上流社會，成為闊太。湖真從此改名為張健(張峻寧飾)，集張家上下寵愛於一身，久而久之，養成了驕縱自大的性格，而他同時也練得高超的麵條烹飪技藝。湖水則被留在韓國的孤兒院，並改名為姜秀燦(尹施允飾)。秀燦秉承母親做麵條的手藝，並因此深受孤兒院院長及同伴的喜愛。
秀燦長大後離開韓國去中國杭州尋找父親，並在張林的麵館中遇上昔日的好兄弟張健，以及他的「真命天女」──麵館的副董事長助理朱玲玲(李菲兒飾)。張健與潤美得知秀燦真正身份後，恐當年掉包之計被拆穿，失去如今擁有的一切，故對秀燦重重計算，阻止他與張林父子相認……

## 演员
| 演員   | 角色          | 简介 | 粵配   |
| 尹施允 | 姜秀灿 / 湖水 | 姜恩英與张林的亲生儿子，喜欢朱玲玲 童年時因遭吳潤美掉包而進了韓國孤兒院 於第1集起當杭州麵館夥計 於第4集起當杭州麵館造麵師 於第13集與張健比賽決定杭州麵館海樂園分店出售的主打麵落敗， 於第15集誤將蝦爆鱔麵的製作秘訣告訴大田剛健 於第20集升做海樂園杭州麵館分店麵長 於第24集受吳潤美唆擺不可以相認父親 於第28集與張健比試決定杭州麵館湯底秘方的承傳人 於第40集與藤氏麵館第二次的比賽中取勝奪回杭州麵館的經營權 | 张振熙 |
| 张峻宁 | 张建 / 湖真   | 杭州面馆的少东家，吳润美的儿子 曾誤以為姜恩英是自己的親生母親 於第20集升做海樂園杭州麵館分店店長 喜欢朱玲玲 於第24集得知姜秀燦是湖水 於第25集驗張林和自己的DNA證實自己並非張林的親生兒子 因害怕自己真正身份被揭穿而迫使姜秀燦離開中國並阻止他認回親生父親 | 鄧肇基 |
| 李菲儿 | 朱玲玲        | 杭州麵館副董事長助理、品麵師 張健前女友，後為姜秀燦女友，於第40集與其結婚成為其妻 其父親曾經出賣杭州麵館，將湯底秘方售予他人，後被車撞斃 | 謝穎茵 |
| 高曙光 | 张林          | 杭州麵館董事長、姜秀燦之父 西湖大學畢業生 年輕時為一名劍擊選手 曾誤認張健為自己與姜恩英的孩子 從朋友馬龍口中得知姜恩英的情況，並意識到吳潤美欺騙他 於第34集因麵兔子、劍擊金牌和對蟹黃敏感的家族遺傳病與姜秀燦相認 於第35集因要到醫院接姜秀燦而被吳潤美扭軑盤導致車禍昏迷，後於第40集甦醒 | 楊耀泰 |
| 王思懿 | 吴润美        | 张林的妻子，王金宝的前妻、姜恩英的好友 私下偷看張林同學馬龍交給姜恩英的信並以言語刺激她 於第14集誤導張林，說遊客中毒的事是因為遊客中暑，讓張林中止與中山旅行社的合作 企圖唆使張健共同趕走姜秀燦 因怕王金寶向張林揭發她的陰謀而開車撞他 於第37集私自與藤原不二雄就連鎖店計劃簽約 於第38集誤中藤原不二雄的詭計令他可以獲得杭州麵館百分之五十一的股份，成為麵館的掌舵人                                          | 羅婉楓 |
| 金甫美 | 徐玉婷        | 徐有財女兒、海樂園太子女、喜欢张建，后喜欢藤原浩 與張健結婚但悔婚 | 姜嘉蕾 |
| 刘文治 | 张高秀        | 姜秀燦爺爺、杭州著名造麵師傅 於第16集患了腦梗塞，以致暫時失去味覺，後於第27集完全喪失味覺 將杭州麵館的湯底秘方傳授姜秀燦，並於第30集將研究室鑰匙交予他 於第39集向藤原不二雄提出比試，分別以杭州麵館的湯底秘方和經營權作為條件，舉行流水席邀請杭州市民做比賽評判 | 李家輝 |
| 张沙沙 | 张梅          | 張林的女兒、张建的妹妹 從事時裝方面的行業 | 顧詠雪 |
| 陈子胤 | 藤原浩        | 藤氏面馆的少东家、杭州麵館員工、姜秀燦的好友 連續十年日本做麵比賽冠軍大田剛健的徒弟 喜歡徐玉婷，於第38集與其正式成為情侶 不認同父親藤原不二雄吞併杭州麵館的做法 於第19集第一次杭州麵館與藤氏麵館的比試中返回杭州麵館宿舍替姜秀燦取回炸醬麵的醬料時被藤原不二雄手下弄傷 於第20集升做海樂園杭州麵館分店大堂副經理 於第40集與藤原不二雄和好                                                                      | 簡懷甄 |
| 刘一含 | 姜恩英        | 姜秀燦之母 張健情人 因患胰腺癌去世 | 陳雪瑩 |
| 娄亚江 | 王金宝        | 吳潤美前夫、韓國旅行團導遊、中山旅行社老闆 於第6集就韓國旅行團的旅客享用杭州麵館麵條後肚痛一事敲詐杭州麵館 向姜秀燦揭穿吳潤美的陰謀，後於第38集勸其回頭是岸，改過自新 | 陳健豪 |
| 蘆勇   | 藤原不二雄    | 藤氏麵館總裁 於第15集為奪取海樂園杭州麵館第24家分店的位置而向張高秀提出第一次做麵挑戰 吞併中原麵館 於第28集企圖以五千萬買下杭州麵館的湯底秘方 與徐有財有意打造有藤氏麵館和杭州麵館共同參與的飲食王國 唆擺徐有財將杭州麵館海樂園分店售予自己不遂 通知傳媒發放張高秀失去味覺的消息 吞併杭州麵館，後因與杭州麵館第二次比賽中落敗而歸還杭州麵館的經營權                                                           |        |
| 周斌   | 徐有財        | 主題樂園海樂園老闆 徐玉婷之父 |        |
| 王斌   | 大田剛健      | 藤原浩師傅 受藤原不二雄邀請與張健、姜秀燦比試蝦爆鱔麵落敗 |        |
| 李立   | 许衡          | 面条师 因擅離職守以致麵條口味不佳而引來遊客的投訴，麵館因此蒙受損失 於第12集被吳潤美吩咐追查王金寶下落與動向 喜歡張梅，於第40集以一碟麵向她示愛 | 袁德基 |
| 冯铭潮 | 东东          | 切菜师 計楊楊的男朋友 與強哥、楊威合謀以次貨代替高價食材，從中收回扣，後於第9集因不忍心見到姜秀燦成代罪羔羊而主動認錯，並供出幕後主腦為強哥 於第12集與東東為姜秀燦於萬松書院安排相親 | 梁皓翔 |
| 林杰妮 | 計楊楊        | 杭州麵館侍應、東東的女朋友 於第40集懷孕 | 馮詠恩 |
| 張弓   | 唐力勤        | 杭州麵館廚師 |        |
| 阿寶   | 楊威          | 與東東、強哥合謀以次貨代替高價食材，從中收回扣 於第12集與東東為姜秀燦於萬松書院安排相親 於第18集偷聽到藤原不二雄與強哥合謀的細節，並將事情告訴姜秀燦和張健 |        |
| 黄霆   | 強哥          | 海鮮供貨商 於第8集與東東、楊威合謀以次貨代替高價食材，從中取利 誣陷姜秀燦與其合謀 被藤原不二雄收買將杭州麵館與藤氏麵館比賽的優質食材換成次貨 |        |
| 金星珍 | 小湖真        | |        |
| 樓子豪 | 小湖水        | |        |
| 王雨煙 | 小琳琳        | |        |
| 胡曉燕 | 徐玉婷母      | 徐有財的妻子 替吳潤美講好說話，幫她向徐有財爭取海樂園最佳的舖位 |        |
| 王小紅 | 朱玲玲母      | 於第33集將朱玲玲父親當年出賣杭州麵館一事告知她 |        |
| 元根熙 | 朴院長        | 姜秀燦小時候住的韓國孤兒院院長 |        |
| 葉新宇 | 馬龍          | 張林的大學同學 於第35集告知當年為張林送信予姜恩英一事，又誤認吳潤美為姜恩英 |        |

## 電視劇歌曲
| 曲序 | 曲目                   |                | 作曲           | 演唱者 |
| ---- | ---------------------- | -------------- | -------------- | ------ |
| 1.   | 《To You》（片头曲）   | 梵程J 、三株湘 | 李相俊、车吉完 | 蓝喆   |
| 2.   | 《痛》（片尾曲）       | 阿歪           | 李相俊、车吉完 | 吴佳   |
| 3.   | 《可以愛你嗎》（插曲） | 梵程J 、三株湘 | 金世珍         | 吴佳   |
| 4.   | 《是愛情嗎》（插曲）   | 梵程J 、三株湘 | 朴海云         | 藍喆   |

## 收視率
由CSM45数据参考而来，收视率包括全天收视指数和市场（收视）份额参数
| 平台     | 平均收视率 | 平均收视份额 | 全年排名 |
| 浙江卫视 | 1.022      | 2.800        | 35       |

## 外部連結
- 《幸福的面条》新浪网专题 （页面存档备份，存于）
- 《幸福的面条》的新浪微博
- 《幸福的面条》观剧报告 网易娱乐 （页面存档备份，存于）
- 《幸福的面条》香港無綫電視官方網頁 （页面存档备份，存于）

| 香港 無綫電視J2 星期一至五 19:30 - 20:30 1月12日起星期一至五 19:00 - 20:00 | 香港 無綫電視J2 星期一至五 19:30 - 20:30 1月12日起星期一至五 19:00 - 20:00 | 香港 無綫電視J2 星期一至五 19:30 - 20:30 1月12日起星期一至五 19:00 - 20:00 |
| -------------------------------------------------------------------------- | -------------------------------------------------------------------------- | -------------------------------------------------------------------------- |
|                                                                            | 幸福的麵條 （2014年12月4日 - 2015年1月28日）                               |                                                                            |
| 原來是美男 （2014年11月5日 - 2014年12月2日）                               | 高校打工王 （2015年1月29日 - 2015年3月5日）                                |                                                                            |

| 佳乐台 週一至週五 19:00 - 20：00 | 佳乐台 週一至週五 19:00 - 20：00        | 佳乐台 週一至週五 19:00 - 20：00 |
| -------------------------------- | --------------------------------------- | -------------------------------- |
|                                  | 幸福的面条 （2013年7月19日－9月12日）   |                                  |
| 嫁入豪门 (2013年5月27日-7月18日) | 辣妈俏爸 (2013年9月13日-2013年10月30日) |                                  |